# داردو میلوک
داردو میلوک (انگلیسی: Dardo Miloc؛ زادهٔ ۱۶ اکتبر ۱۹۹۰) بازیکن فوتبال اهل آرژانتین است.
از باشگاه‌هایی که در آن بازی کرده‌است می‌توان به باشگاه فوتبال جیمناسیا لاپلاتا اشاره کرد.